# Diego Cano
Pour les articles homonymes, voir Cano.
Cano  Malaver est un nom espagnol. Le premier nom de famille, en général paternel, est Cano ; le second, en général maternel, souvent omis, est Malaver.
Diego Fernando Cano Malaver, né le 3 février 1994 à Cota (Cundinamarca), est un coureur cycliste colombien.

## Biographie
En 2016, il remporte la version espoirs du Tour de Colombie, réservé aux coureurs de moins de 23 ans,.

## Palmarès et résultats

### Palmarès par année
- 2016
  - Tour de Colombie espoirs :
    - Classement général
    - 1re étape
- 2018
  - 3e du Tour du Costa Rica

### Classements mondiaux
| Année            | 2018   | 2019 |
| ---------------- | ------ | ---- |
| UCI Europe Tour  | 1 779e |      |
| UCI America Tour |        | 197e |